# Reinald af Stavanger
Reinald var Stavangers første biskop fra omkring 1125 til sin død i 1135. Han var fra England. Reinalds store projekt var opførelsen af Domkirken i Stavanger.